# LittleBits

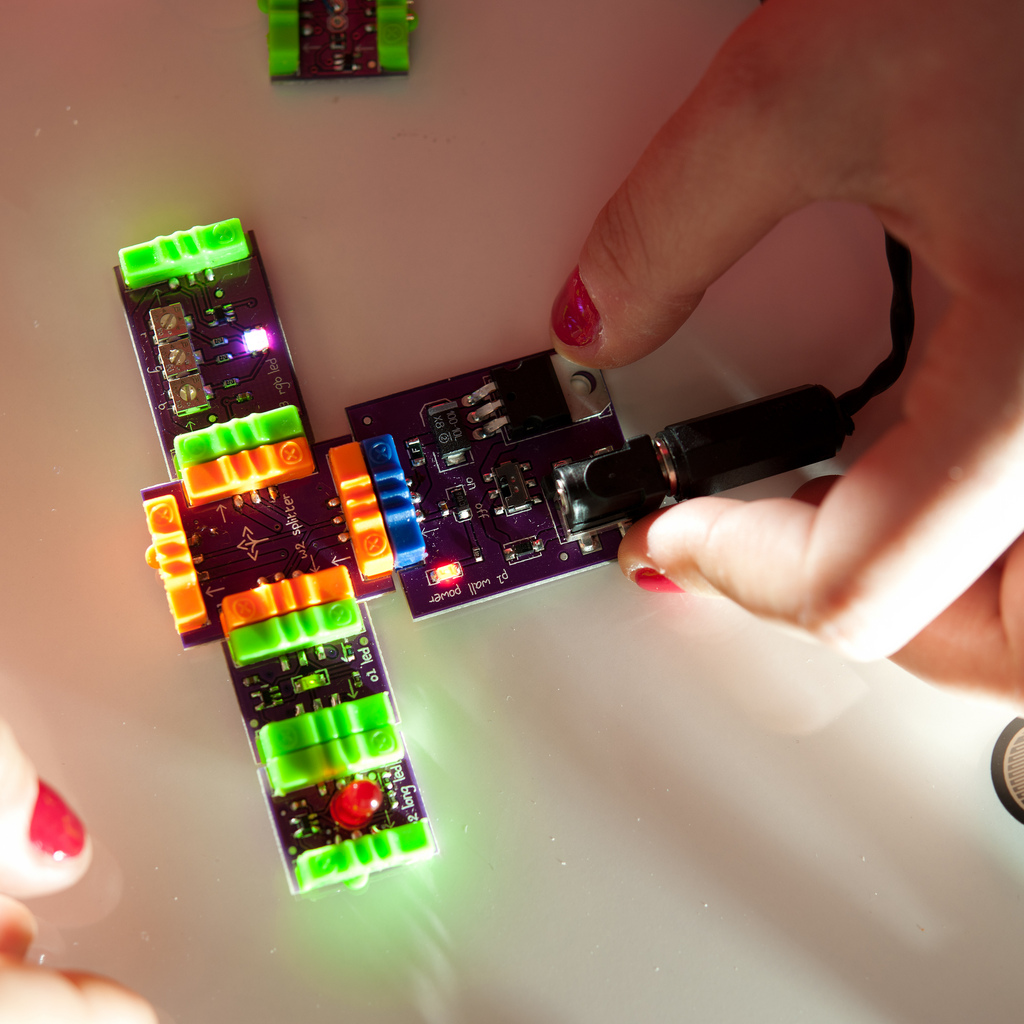
Un sistema ottenuto con l'assemblaggio di moduli littleBits.

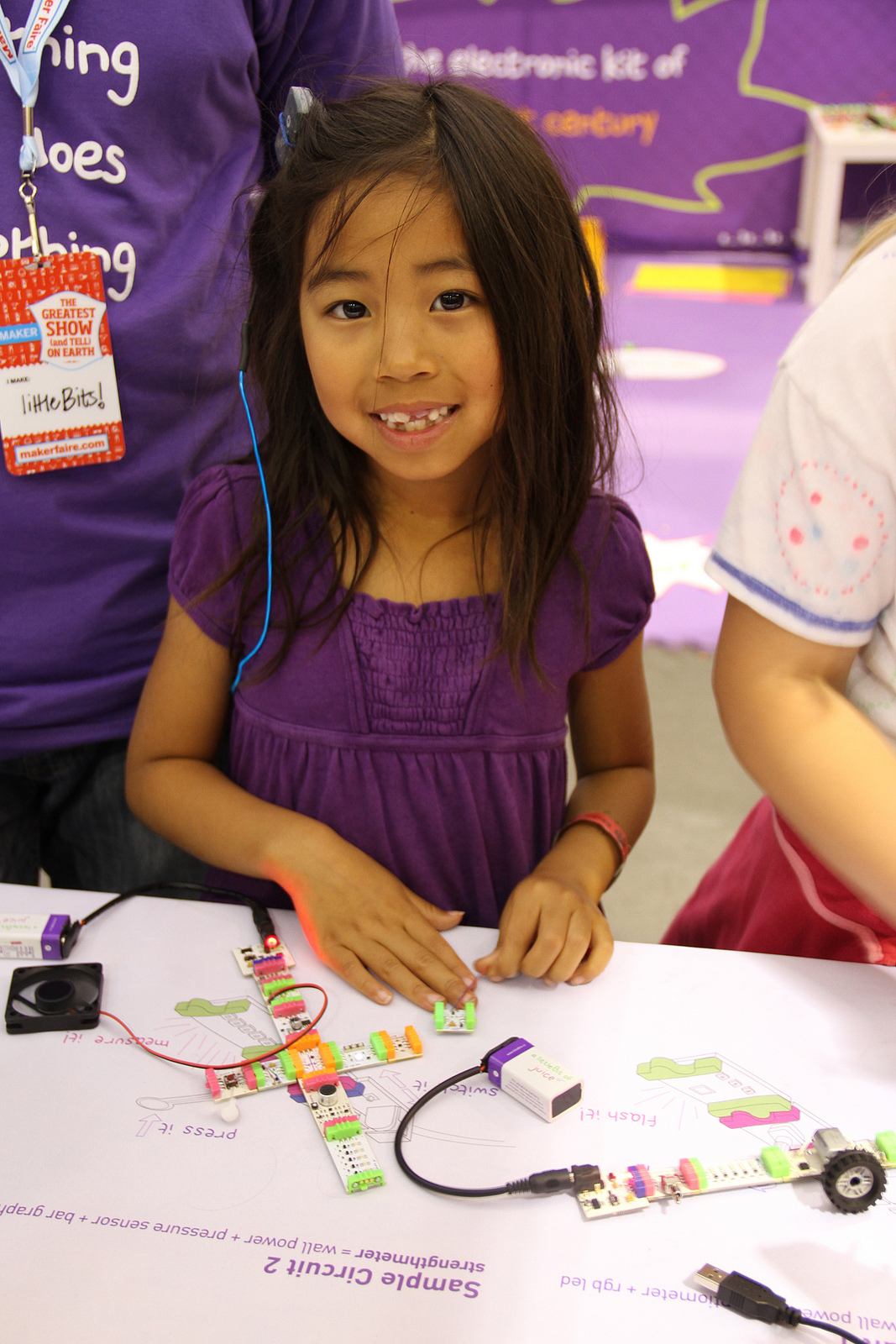
Una bambina alle prese con i littleBits.

littleBits è una libreria hardware open source costituita da singoli componenti elettronici discreti preassemblati su piccole basette di circuiti stampati. Ciascuna basetta racchiude un "modulo" del sistema, dotato di una specifica funzione, che può essere interconnesso fisicamente ed elettricamente con altri moduli, con un intuitivo aggancio magnetico. L'interconnessione permette di far interagire i moduli tra loro nella maniera voluta, in modo da comporre oggetti più complessi, secondo una filosofia costruttiva ispirata ai principi di modularità che stanno alla base dei sistemi LEGO. Altri moduli, invece, permettono l'interazione con l'ambiente esterno.

## Funzionamento
Ciascun "mattoncino" assolve a una specifica funzione: vi sono moduli di alimentazione elettrica e moduli di utilizzazione (luci led, cicalini, altoparlanti, motori). Sono disponibili, inoltre, moduli che accettano input provenienti dall'esterno: sensori di luce e di pressione, moduli potenziometri, moduli interruttori, ecc. Questi ultimi, interposti tra gli altri, permettono di influenzare il comportamento del sistema facendolo interagire con le persone e con l'ambiente esterno.
L'interconnessione tra i moduli avviene senza cablaggio elettrico o fili, ma attraverso un contatto tenuto fermo da un blocco magnetico, con una polarità tale da impedire l'effettuazione di collegamenti sbagliati o insicuri (se si prova a interconnettere due moduli in maniera errata, la repulsione magnetica impedirà il contatto e l'aggancio). Inoltre, sempre dal punto di vista della sicurezza elettrica, i moduli sono alimentati alla tensione di una comune pila per uso domestico da 9 volt, una differenza di potenziale elettrico che non richiede particolari precauzioni ed evita rischi di shock elettrico da contatto con parti che si trovano sotto tensione.
In futuro, si prevede la disponibilità di moduli di interconnessione a distanza, che sfruttino le tecnologie Wi-Fi e Bluetooth.

## Scopi
I moduli littleBits si propongono rendere accessibile la prototipazione rapida di sofisticate circuiterie elettroniche attraverso la semplice giustapposizione di "mattoncini" elementari, senza dover effettuare alcun collegamento elettrico. 

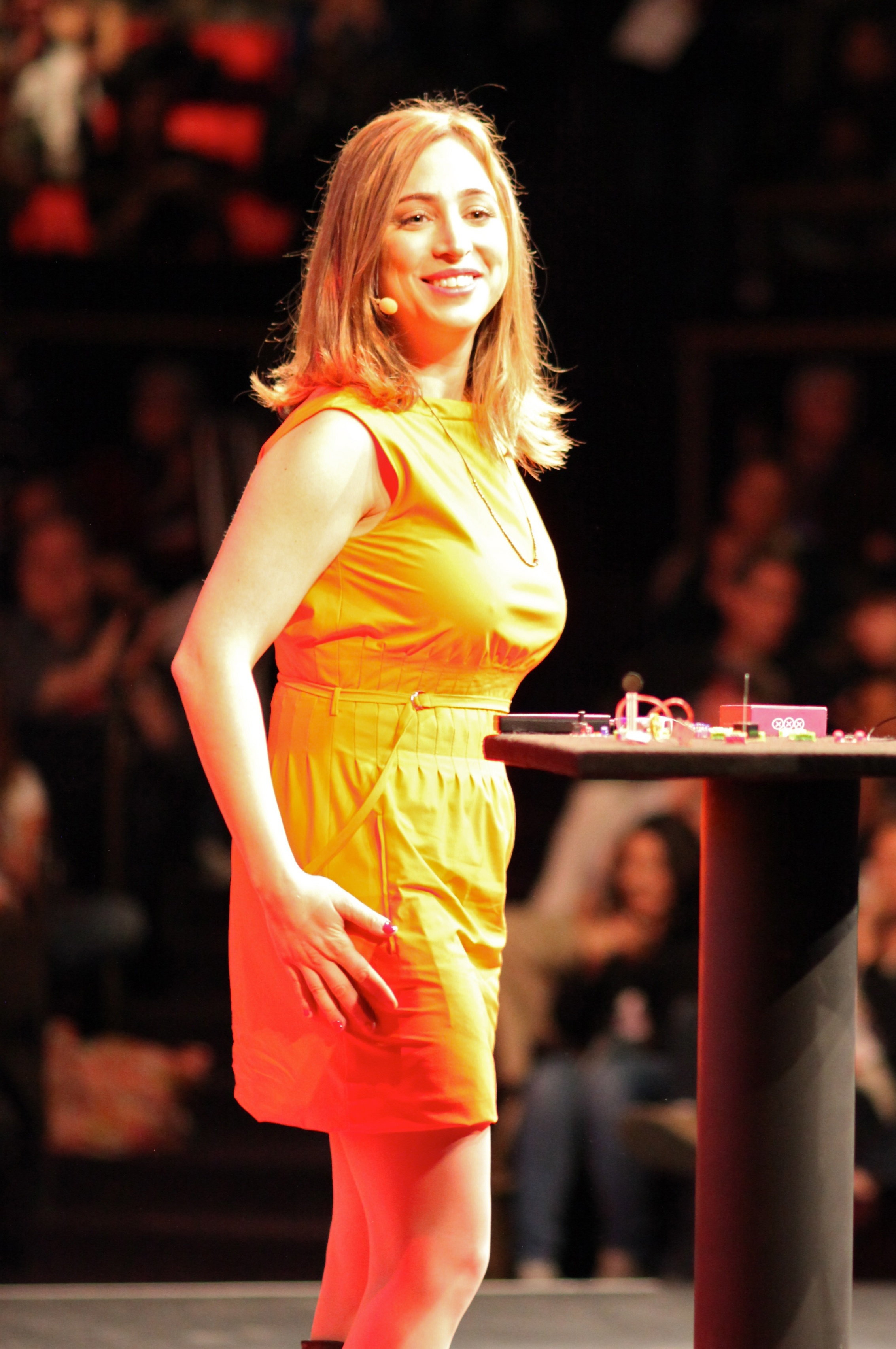
Ayah Bdeir durante il TED talk del 2012

Tutta la circuiteria necessaria, e la logica sottesa dal sistema, sono implementate nei moduli preassemblati e pre-ingegnerizzati, in modo che all'utente finale non è richiesta alcuna conoscenza o know-how in materia di elettronica e circuiti elettrici.
Lo scopo del sistema littleBits, infatti, è quello di spostare l'elettronica dalla parte finale del processo di design a quella propedeutica, togliendola dalle mani degli esperti e mettendone i risultati in mano a makers e designer.
Alcune delle caratteristiche del sistema (ininfluenza dei prerequisiti, modularità, semplicità d'uso e di assemblaggio, sicurezza elettrica) lo rendono utilizzabile anche in campo ludico ed educativo, per la realizzazione di progetti di interaction design, elettronica e robotica o in campo amatoriale, o da parte di bambini, con l'assistenza e la supervisione di personale esperto, .

## Storia
Il sistema è stato concepito e realizzato da Ayah Bdeir, un'ingegnera robotica canadese, di origine libanese, alumna del Massachusetts Institute of Technology di Boston (Master Degree in ingegneria elettronica) e dell'Università americana di Beirut (MD in ingegneria informatica e sociologia).
Ad aprile 2009, il sistema littleBits fu presentato in un'esibizione alla MakerFaire Bay Area dove ricevette una notevole attenzione da parte dell'audience. Il sistema ha vinto, inoltre, l'Editor's Pick Blue Ribbon Award nel 2009 e nel 2011.
Nel 2011, Ayah Bdeir, insieme ad altri membri dell'Eyebeam Art and Technology Center, presentò littleBits alla manifestazione Talk to Me: Design and the Communication between People and Objects, organizzata presso il Museum of Modern Art di New York. Dopo la manifestazione, littleBits è stato acquisito tra le collezioni permanenti del MoMa.
Nel 2012, il sistema ha vinto il premio Best of Toy Fair 2012 assegnatogli dalla rivista Popular Science.
Nel mese di febbraio 2012, Ayah Bdeir ha presentato il sistema littleBits alla TED conference tenutasi a Long Beach, in California, dopo aver ricevuto, l'anno prima, la TED Fellowship, a cui ha fatto seguito la TED Senior Fellowship nel 2013

### Eventi
Il 14 settembre 2013 si è tenuto l'evento littleBits Global Makeathon, con l'organizzazione di workshop dedicati a ragazzi e bambini, dedicati al tema Bring Your City to Life!; i laboratori, collegati tra loro in meetup, si sono svolti in vari stati degli Stati Uniti d'America e diverse nazioni del mondo: Canada, Inghilterra, Italia, Libano, Singapore, Spagna..